# 沼田幹男

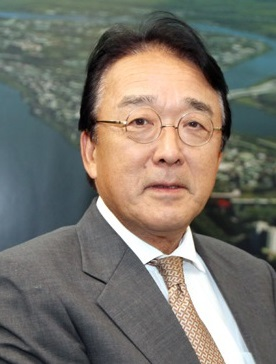
沼田幹男（沼田幹夫）

沼田 幹男または沼田 幹夫（ぬまた みきお、1950年3月9日 - ）は、日本の外交官。外務省領事局長、駐ミャンマー特命全権大使を経て、日本台湾交流協会台北事務所代表。初のノンキャリア出身外務本省局長。拓殖大学出身者としては初の中央省庁本省局長。東日本大震災から5年となる2016年3月11日、台北市で「追悼・感謝会」が開かれ、沼田幹男は「日本人に台湾という真の友人がいることを強く思い起こさせた」と謝意を表明した。

## 経歴
- 1950年（昭和25年） - 茨城県生まれ[1]。
- 1974年（昭和49年）1月 - 外務省語学研修員採用試験（中国語）に合格し、外務省入省[4]。
  - 3月 - 拓殖大学商学部経営学科卒業[4]。同期に高橋博史アフガニスタン大使。
- 2001年10月 外務省大臣官房総務課企画官兼経済協力局技術協力課首席事務官
- 2002年8月 外務省経済協力局技術協力課長
- 2003年（平成15年）7月 - Ⅰ種職員抜擢[2]。
- 2004年（平成16年） - 香港総領事館領事[1]。
- 2007年（平成19年） - 在ニューヨーク総領事館首席領事[1]。
- 2009年（平成21年） - 外務省大臣官房参事官（国会担当）[5]。
- 2011年（平成23年） - 外務省領事局長に就任[5]。
- 2012年（平成24年）9月11日 - 外務省大臣官房付[6]。
  - 10月9日-駐ミャンマー特命全権大使に就任[4]。
- 2014年（平成26年）5月16日 - 依願免官
  - 7月15日 - 公益財団法人交流協会（現：日本台湾交流協会）台北事務所代表（駐台湾大使に相当）[7]
- 2019年 (令和元年) 10月24日　- 台北事務所代表を退任

## 栄典
- 大綬景星勲章（中華民国、2019年[8]）
- 特種外交奨章（中華民国、2019年）
- 瑞宝中綬章（2024年）[9]

## 同期入省
- 佐々江賢一郎（12年駐米大使・10年外務事務次官・08年政務担当外務審議官）
- 林景一（11年駐英大使・08年内閣官房副長官補・08年駐アイルランド大使）
- 小田部陽一（11年ジュネーブ国際機関政府代表部大使・08年経済担当外務審議官）
- 吉川元偉（13年国連大使・10年OECD大使・09年アフガニスタン・パキスタン支援担当大使・06年駐スペイン大使）
- 高松明（11年駐スロバキア大使・科学技術振興機構理事・06年駐キューバ大使）
- 石田仁宏（08年駐アルゼンチン大使・05年駐ペルー大使・72年語学研修員採用、74年外務省公務員採用上級試験に合格して再入省）
- 四宮信隆（10年駐ポルトガル大使・07年駐ドミニカ共和国大使）
- 原田親仁（16年日露関係担当大使・11年駐露大使・08年駐チェコ大使）
- 目賀田周一郎（11年駐メキシコ大使・08年駐ペルー大使）
- 卜部敏直（11年駐フィリピン大使・07年駐アイルランド大使）
- 遠藤茂（09年駐サウジアラビア大使・07年駐チュニジア大使）
- 多賀敏行（12年駐ラトビア大使･09年駐チュニジア大使）
- 斉藤隆志（10年駐ミャンマー大使・06年駐セネガル大使）
- 城田安紀夫（10年駐ノルウェー大使・07年駐イラン大使・04年イラク復興支援等調整担当大使・01年駐カタール大使）
- 山本忠通（12年駐ハンガリー大使・10年アフガニスタン・パキスタン支援担当大使・08年ユネスコ日本政府代表部大使）
- 山中誠（11年駐ポーランド大使・10年科学技術担当大使・07年駐シンガポール大使）
- 佐藤重和（12年駐タイ王国大使・10年駐オーストラリア大使）
- 中根猛（12年駐独大使・09年ウィーン国際機関代表部大使）
- 黒木雅文（13年駐セルビア大使・09年駐カンボジア大使）
- 西ヶ廣渉（14年宮内庁宮務主管・12年駐ルクセンブルク大使・09年駐リビア大使）
- 吉澤裕（12年駐南アフリカ共和国大使・08年駐フィジー大使）
- 貞岡義幸（10年駐パラオ大使）
- 寒川富士夫（10年駐マラウイ大使）
- 白石和子（12年駐リトアニア大使）
- 高橋二雄（13年駐アゼルバイジャン大使）
- 小池孝行（13年駐キルギス大使）
- 中北徹（07年アジア・ゲートウェイ戦略会議座長代理）